# Lluís Casanovas i Riera
Lluís Casanovas i Riera (Barcelona, 1944 - Sabadell, 8 de maig de 2021) fou un capellà i sindicalista català que desenvolupà la seva tasca en l'àmbit dels joves, l'entorn obrer i en els moviments de cooperació a Sabadell.
Estudià filosofia i teologia al Seminari de Barcelona. L'any 1967 es traslladà a Sabadell, on entrà en contacte amb CCOO i participà en reunions i manifestacions, així com en la fundació del Centre de Joves del Poblenou de la Salut. S'ordenà capellà el 1969 en els barracons del barri, fets servir com a església. Com a capellà obrer, aprofundí en la seva participació social, sindical i política. Paral·lelament a la seva tasca de capellà, de la qual va renunciar a qualsevol remuneració econòmica, es guanyava la vida fent classses de geografia i història en una acadèmia, mentre que a la nit col·laborava voluntàriament a l'escola obrera del carrer de Sant Quirze de Sabadell. Més endavant canvià les classes pel treball manual en diverses empreses del metall, el transport, el sector tèxitil i químic, on participà en accions reivindicatives que el portaren a ser acomiadat en diverses ocasions. L'any 1973 deixà de ser capellà per casar-se, tot i que va continuar treballant socialment en la mateixa línia. L'any 1983 aprovà opoasicions de conserge a l'Ajuntament de Sabadell, on va treballar en diverses funcions fins al 2008, en què es va jubilar. Durant 20 anys va ser delegat de COCOO al Comitè d'Empresa de l'Ajuntament, i va portar a terme de manera conjunta i participativa amb la resta de la plantilla una tasca per tal d'aplicar millores salarials i socials, així com un treball solidari.
Vinculat a moviments de cooperació, fou responsable durant molts anys de la Fundació Pau i Solidaritat, i col·laborà també amb la Fundació Sabadell Solidari.
Actualment participa en la Coordinadora Un Altre Món és Possible, és afiliat al Sindicat de Pensionistes de CCOO, participa en la comissió promotora de la Universitat Popular de Sabadell i a l'Entesa per Sabadell.
L'any 2012 rep la Medalla al Treball President Macià de la Generalitat de Catalunya.